# Georg Wolf (Maler)
Georg Wolf (* 15. März 1882 in Niederhausbergen, Reichsland Elsaß-Lothringen; † 27. Dezember 1962 in Uelzen, Niedersachsen) war ein deutscher Tier- und Landschaftsmaler der Düsseldorfer Schule.

## Leben
Wolf, der bereits als Heranwachsender Interesse für die Tiermalerei zeigte, besuchte in den Jahren 1899 bis 1901 die Kunstgewerbeschule in Straßburg. Beim anschließenden Militärdienst, den er von 1901 bis 1903 im Königlich Bayerischen 2. Infanterie-Regiment „Kronprinz“ in München ableistete, hatte er ersten Kontakt zur Tiermalerei Heinrich von Zügels. 1903 bis 1904 ging er mit dem Maler Fritz Müller-Schwaben (1879–1957) auf eine Italienreise. 1906 immatrikulierte er sich an der Kunstakademie Düsseldorf. Dort besuchte er die Klasse des Tiermalers Julius Paul Junghanns, dessen Meisterschüler er wurde. Die Abschlussprüfung legte er 1908 ab, 1912 verließ er die Akademie. In den Jahren 1909 bis 1914 besuchte er die Tiermalschule Heinrich von Zügels, die als „Zügel-Schule“ seit 1895 in Wörth am Rhein bestand und in den Sommermonaten angehenden Tiermalern die Möglichkeit der Vertiefung bot. Am Ersten Weltkrieg nahm er als Soldat teil. Aus dieser Zeit stammen Bilder von Landschaften und vom Alltagsleben deutscher Frontsoldaten.
1913 beteiligte sich Wolf an der Großen Kunstausstellung Düsseldorf, in den Jahren 1914, 1920, 1922, 1937, 1938, 1939 und 1941 stellte er im Münchner Glaspalast aus. 1937 war er auf der Großen Deutschen Kunstausstellung im Münchener Haus der Kunst vertreten. 1934 wurde er Mitglied der Reichskulturkammer. Wolf lebte in Düsseldorf, wo er mit dem Tiermaler Carl Weisgerber befreundet war. Nach dem Tode seiner Frau übersiedelte er Ende 1944 nach Uelzen in der Lüneburger Heide, eine Landschaft, die er in den 1930er Jahren kennengelernt hatte. Dort heiratete er 1960 erneut. Seine Witwe vermachte den künstlerischen Nachlass ihres Mannes der Stadt Uelzen. Werke des Malers werden im Museum auf Schloss Holdenstedt ausgestellt.